# Pholcus edentatus
Pholcus edentatus is een spinnensoort uit de familie trilspinnen (Pholcidae). De soort komt voor in Canarische Eilanden.